# كارلوس كويبو
كارلوس كويبو (مواليد 17 مايو 1990) هو ملاكم إكوادوري، مثّل بلاده في الألعاب الأولمبية الصيفية 2012.

## روابط خارجية
كارلوس كويبو على موقع أوليمبيديا (الإنجليزية)